# ジャスティス (GUILTY GEAR)
ジャスティス (JUSTICE) は、2D対戦格闘ゲーム『GUILTY GEARシリーズ』に登場する架空の人物。担当声優は森藤卓弥(GG)、緒川ゆみこ(XX~XXAR)、藤田佳寿恵(GGXrd)。『GGX+』ではボイスは存在しない。本シリーズの初代最終ボス。

## 設定
- 「あの男」によって作られた「完全な独立思考」を持つ完成型ギアの壱号機。ギア誕生の秘密に大きく関わるキャラクターである。指揮官型で全てのギアを制御する能力を持ち、テスタメントなどの半独立思考型ギアはそれによって操られていた。しかし、ジャスティスより先に開発されたプロトタイプであるソルは干渉を受けることは一切なかった。
- 外観は各所に厚い装甲が備わった人型ロボットのような姿である。頭部からは髪の毛と思しき体毛が露出している。腰には外骨格に覆われた尾が生えていて、これは自身の武器として扱うことが多く防御にも転用出来る。また、背部に噴出孔が備わっていてそこからエネルギーならび空気や蒸気を排出することが出来る他、両肩のパーツに光線を放つ為の砲身状器官が収まっているなどメカニカルな印象を受けるデザインとなっている。
- 誕生して間もなく兵器としての自我を覚醒させたジャスティスは「ギアの存在意義」を提唱。人類からの独立を図るべく聖戦を引き起こす。カイのストーリーモードでは「自分は人を殺すことだけを目的に人によって作られた兵器」と語っており、人類を抹殺することを生きる縁（よすが）としていた事をうかがわせる。その戦闘力と統率力は圧倒的で人間からは「最強最悪のギア」と呼ばれた。
- 人間の女性を素体としており[1]、石渡太輔も「彼女」と呼び女性であることを示唆している。
  - ドラマCDにおいてディズィーから「母」と呼ばれるなど、ディズィーの産みの母親である事実が示唆されていたが、『GG2』および『rev2』で娘である事が判明した。
  - ソルとギアの生みの親である「あの男」と旧知の仲であったことが、初代GGのソルのエンディングで言及されている。
  - 長くジャスティスの素体（コア）となった女性の詳細は明かされていなかったが、『Xrd -SIGN-』にてフレデリック（かつてのソル）の研究仲間であり恋人であった「アリア」という女性が素体である事が明言された。
- 『Xrd -SIGN-』のストーリーモードでは、アリアが当時の医療水準では治療不可能な死病を患っていたこと、少しでも長く一緒に過ごしたいという思いから「治療法発見まで冷凍睡眠する」というフレデリックの提案を頑なに拒んでいたことが語られている。また、ジャスティスとしての起動実験中にバックヤード側からのアプローチで暴走を起し、バックヤードから日本付近へと未知の生命体と思われる『X（「あの男」が仮に名付けた名称）』が大量に現れこのままでは地球が覆い尽くされることが判明したため、「あの男」がジャスティスを強制的に操作し、止むを得ず出力を倍以上に引き上げたガンマ=レイで『X』を日本ごと消滅させた事が明かされた。
  - その際、操られていたとはいえ自分が何か（あるいは誰か）を撃ってしまったことに対して「自分は何を撃ったのか」と絶叫している。
- 『Xrd -REVELATOR-』ではあの男曰く、彼女の残骸にエルフェルトが融合すると、新人類が誕生し、現行の人類は滅びてしまう という。また、「あの男」も死病に侵されたアリアに対してフレデリックと同じく冷凍睡眠を勧めたものの拒絶されており、フレデリックをギアとして改造した理由の一つが「フレデリックを不老長寿の存在とすることで、アリアに長い治療の道のりを受け入れさせ、彼女を生かすこと」であったと明かされている。
- クロウによってジャスティスのコピーロボットが作られている。
- 石渡太輔は、モチーフに甲殻類を選んだと述べており、キャラクター造形にはテッカマンブレードを参考にしたと語っている[2]。

## ストーリー
誕生して間もなく、自我を覚醒させたジャスティスは、2074年に世界中のギアを洗脳し人類に宣戦布告をする。日本を壊滅させたのを皮切りに、ギアを率いて世界を破壊しつくしたが、聖騎士団を筆頭とする人間達と百年に渡る激戦の末に、ソルによって無力化され、聖騎士団の手により次元牢へと封印される。
GUILTY GEAR
テスタメントの策謀により、第二次聖騎士団選考武道大会が開催。大会で生じた闘いのエネルギーとテスタメントの血を触媒として復活を果たすが、ソルとの死闘によって破壊され、機能を停止した。司令塔を失った事でほぼ全てのギアが機能を停止することとなった。
GUILTY GEAR Xrd
元老院の手により秘密裏に次元牢から回収され、ゆりかごの中で修復されていた。イリュリア連王国の総攻撃の際、外装を纏わぬ巨大な素体の状態で再出現する。その後は一度バックヤードに退避した後、セントエルモの灯をエネルギーとして元老院の指導者クロノスとの魂の融合を図るためイリュリア城に再出現する。Dr.パラダイムの作戦とディズィーの力によりエネルギーをオーバーロードさせられ、内部のクロノスが打撃を受けた隙を突いてソルの手により沈黙させられるが、完全な破壊には至らないまま何者かの手により転移させられてしまう。

## ゲーム中の性能
『GGX』以降は3回できる空中ダッシュとジャンプによる高い機動力を持つ。それぞれの必殺技も判定・威力とも申し分なく、随時強力な起き攻めが可能。また通常技もリーチが長く高性能なものが揃っている。「インペリアルレイ」「ガンマレイ」などは、相手にガードされてもケズリで相当体力を奪う事が可能。『GG』ではラスボスとはいえ、「インペリアルレイ」が普通の必殺技で、「ガンマレイ」を食らえばほぼ確実に気絶するほどの性能を誇る。さらに、ゲームシステム上体力が半分以下になるとこの技を連発することもあり、かなり反則的な強さを持つ。ただ、プレーヤーが使用する場合は、先述の必殺のコマンドが複雑で出しにくい欠点がある。
背丈が高いため他のキャラクターに比べてやられ判定が大きく、ジャスティス限定の連続技を入れられてしまう事が弱点だが、高い機動力と判定の強い技、連続技の火力の高さで弱点をカバーしており、終始攻勢を維持できるだけの性能がある為、さほど問題にはならない。

## 必殺技

### 技の解説
ヴァルキリーアーク [GG~]
尻尾を前方に垂らし、相手の攻撃を受け流すカウンター技。喰らった相手はバウンドする。
ミカエルソード [GG~](FRC)
剣状に変化させた腕で相手を切り裂く。
N.B. [GGX+~] (FRC) (⇒N.B.起爆)
一見、火の粉のような爆発する気弾を発射する。S版は真直ぐ、HS版は上空へ弧を描く形で、それぞれゆっくりと移動する。ほかの飛び道具と違って判定がないので相殺される事がない。下記のN.B.起爆を入力するか、相手に触れると爆発。ちなみに『GGX+』では名無しの隠し必殺技となっている。
N.B.起爆 [GGX+~]
文字通り、発射したN.Bを起爆させる。
S.B.T. [GG~]
後転をして雷撃を発生させる。S.B.T.はストライク・バック・テイルの略で『GG』、『GGX+』などでは「ストライクバックテイル」と表記してある。

### フォースブレイク
サペリアートランス[ΛC] (空中可)

### 覚醒必殺技
インペリアルレイ [GGX+~]
頭部から回転する軌道でレーザーを浴びせる。『GG』の頃は威力はそのままで通常の必殺技という極めて凶悪なものだった。
ミカエルブレード(XX~)
相手を剣閃で薙ぎ払う。ミカエルソードの強化版で判定や威力が向上している。
ガンマレイ [GG~]
両肩から極太のレーザーを放出する。構え中にも攻撃判定があり、ヒット時には相手を浮かせレーザーのヒットが確定する。テンションゲージを100％消費するが、発動時の攻撃判定を当てるかガードさせた場合のみ、レーザーを射出したあとでもロマンキャンセルが可能。名前の由来はドイツのパワーメタルバンド「Gamma Ray」で、放出する時の姿の元ネタは「テッカマンブレード」の「ボルテッカ」。ヒット数が尋常ではなく、まともに食らうと気絶する可能性が極めて高い。さらにGGではゲームシステムの関係で体力が半分以下になるとこの技を連発できる。初代とGGXからの幾作とでは技の性質が異なっており、初代では射程が画面全体であるのに対し、GGXからのものはその5分の2ほどの距離に縮まっている。

### 一撃必殺技
イグゼレイザー [GG~]
高速で突進し、掴んだ相手を上空で爆破させる。

## テーマミュージック
- Meet Again(GG~)

## ステージ
- 神殿らしき場所(GG~)
  - GGX以降は、HEAVENというステージ名になっている。

## その他
- 『GGX』以降は家庭用限定で登場。隠しキャラクター扱いなので、毎回マイナーチェンジに留まっている。
- 普通のキャラクターは相手を挑発する他に、その健闘を称えて敬意も行えるが、ジャスティスは挑発しか行えない（『GG』では敬意ボタンを押しても何もしない。『GGX+』以降では腕を組んで見下すなど）。
- 『GG』以降の家庭用版ではストーリーとはかかわりの無いキャラクターだが、負けたときの相手の勝利メッセージには、時折彼女の秘密を示唆するものがある。PS2版『XX』では彼女のストーリーモードも存在する。
- 『Xrd -SIGN-』のストーリーモードで登場する素体状態では、女性らしい形状であることが確認できる。

## 参考資料
- 「ギルティギア コンプリートバイブル」宝島社、1998年 ISBN 978-4796613477
- 「ギルティギア 10thメモリアルブック」株式会社エンターブレイン、2010年 ISBN 978-4-7577-4801-9